# La Farinera (Sant Feliu Sasserra)
La Farinera és un edifici al poble de Sant Feliu Sasserra (Bages) protegida com a bé cultural d'interès local. Aquest edifici serví d'habitatge fins a principis del segle xx. En aquell moment s'hi afegí un altre edifici amb la funció de moldre farina. Aquesta farinera funcionava amb motor elèctric i més endavant amb fueloil. La porta que dona a la plaça de Baix està a un nivell superior al carrer. La finalitat era estar al mateix nivell que els carros que havien de descarregar. Per accedir-hi hi ha uns petits graons.
Casa entre mitgeres amb accés des de l'Avinguda de Catalunya, per davant, i des de la plaça de Baix, pel darrere. L'accés per la plaça de Baix es fa a través d'una porta elevada, a la qual s'hi accedeix per una escala de quatre graons. A banda i banda, a la part inferior, hi ha dos petits contraforts. Des de la plaça del Mig s'hi accedeix per unes escaletes de pedra i maó. La façana principal presenta un portal d'arc de mig punt adovellat amb grans carreus. A cada banda hi té uns petits contraforts. Al primer pis hi ha una finestra central, adovellada, amb un gran ampit de pedra, i a cada banda, una petita espitllera. Al segon pis hi ha un balcó sortit de fusta i molt deteriorat (és l'únic balcó de fusta del poble). Un desaigua de pedra picada sobresurt de sota el teulat. Els murs són fets de pedra, amb carreus de mida regular, ben escairats i polits, i de tàpia.